# Taba Padang (Seberang Musi)
Taba Padang is een bestuurslaag in het regentschap Kepahiang van de provincie Bengkulu, Indonesië. Taba Padang telt 706 inwoners (volkstelling 2010).